# Le Président galaxien
Le Président galaxien est la trente-deuxième histoire de la série Le Scrameustache de Gos et Walt, mais est le 29e album de la série. Elle est publiée pour la première fois du no 3097 au no 3107 du journal Spirou, puis en album en 1997.

## Résumé
Un an après l'élection du Prince Galaxien, le jour est venu de réélire un nouveau prince. Mais un problème informatique complique la situation et il se révèle impossible de désigner informatiquement le nouveau prince. Un concours est alors organisé : chaque chef de section doit désigner un candidat qui concourra lors d'un concours ad hoc. Une fois les représentants de chaque section réunis, le concours a lieu. La première épreuve consiste en une course en sac ; la deuxième épreuve est une course à la nage ; la troisième vise à faire éclater le maximum de ballons. À l'issue du concours, le nouveau prince est désigné.
Néanmoins, dès le lendemain, la défaillance informatique est réparée et l'ordinateur désigne le prince de l'année. Un représentant de la section des Juristes se rend au Conseil des Anciens et explique que le concours réalisé peu avant est caduc, et même illégal. Il s'avère que ce galaxien juriste est celui qui a été désigné par l'ordinateur pour être prince.
Des élections « terriennes » sont alors organisées, avec tout ce que cela implique en matière de coups bas, de manœuvres malhonnêtes et de démagogie pour départager les deux prétendants à la fonction de prince.